# جک موریس
جک موریس (انگلیسی: Jack Morris; ۱۱ فوریهٔ ۱۸۷۸ – تاریخ ورودی نامعتبر است) بازیکن فوتبال بود.
از باشگاه‌هایی که در آن بازی کرده‌است می‌توان به باشگاه فوتبال لیورپول اشاره کرد.